# Schlacht bei Waynesboro

Schlacht bei Waynesboro

Die Schlacht bei Waynesboro fand am 2. März 1865 bei Waynesboro, Virginia statt. Sie war die einzige Schlacht während Sheridans Expedition nach Petersburg in der Endphase des amerikanischen Bürgerkriegs.

## Vorgeschichte
Das Gros des konföderierten II. Korps kehrte im Dezember 1864 zu Lees Hauptarmee nach Petersburg zurück, während Early nur mehr die nötigsten Kräfte – die Infanteriedivision von Gabriel C. Wharton – kommandierte, mit der er kaum mehr tun konnte, als das Tal von einem seiner südlichen Ausgänge aus zu beobachten.
Am Ende des erfolgreichen Feldzugs im Shenandoahtal wurde das Hauptquartier von Sheridans Army of the Shenandoah in der Stadt Winchester eingerichtet. Damit die Konföderierten jedoch keine Zeit zur Erholung hatten, wurde die Unionskavallerie bis Ende Dezember weiterhin in aktiven Operationen eingesetzt. Anfang Januar 1865 wurde das VI. Korps, das am Erfolg und Ruhm des Valley-Feldzugs teilgehabt hatte, sowie die 2. Kavallerie-Division (Generalmajor George Crook) an den James River zur Hauptarmee verlegt. Nachdem Sheridan seine Mission vollständig erfüllt hatte – Early im Shenandoahtal zu neutralisieren und die Wirtschaftskraft im Valley zu zerstören – versuchte Sheridan auch seine Kavallerie nach Süden zu bringen, um diese mit der Armee von Generalmajor William T. Sherman in der Carolina-Kampagne zu vereinigen. General Sheridan hatte es geschafft, mit seinen beiden Kavallerie-Divisionen ungehindert über die Blue Ridge Mountains durch den Staat Virginia zum James River zu marschieren, um sich dort wieder mit den Kameraden der Potomac-Armee zu vereinen und eine führende Rolle bei den letzten Bewegungen zu übernehmen. Als die berittene Army of the Shenandoah am 27. Februar 1865 ihr Winterlager verließ, um nach Süden zu reiten, lautete der Befehl, nach Lynchburg vorzurücken, die Eisenbahnen und Kanäle in der Umgebung zu zerstören und sich in eine Position zu bringen, um den Vormarsch nach Süden fortzusetzen.
Am 27. Februar 1865 rückten die Soldaten von Generalmajor Sheridan von Winchester durch das Shenandoah Valley hinauf in Richtung Staunton vor. Das Kavalleriekorps unter Generalmajor Wesley Merritt rückte als Avantgarde-Kolonne das Tal hinauf – die 3. Division (Brigadegeneral George A. Custer) mit 4840 Mann und die 1. Division (Generalmajor Thomas C. Devin) mit 5047 Mann – sowie zwei Artillerie-Abteilungen mit 100 Mann. Sheridans Befehl lautete, die Central Railroad und den Kanal zu zerstören, Lynchburg zu erobern, wenn dies praktikabel war, und sich dann entweder Sherman in North Carolina anzuschließen oder nach Winchester zurückzukehren, je nachdem, wie sich die Lage entwickelte.
Nach der Überquerung des Shenandoah River bei North Fork am 28. Februar traf die 3. Kavallerie-Division auf etwa 300 konföderierte Kavalleristen unter Brigadegeneral Thomas L. Rosser, die den Middle River sicherten. Rosser setzte in der Nähe des Dorfes Mount Crawford eine lange überdachte Brücke in Flammen, in der Hoffnung, den Vormarsch der Föderierten dadurch verzögern zu können. Ein berittenes Unions-Bataillon rettete die Brücke, denn der Verlust der Brücke hätte die Unionstruppen mehrere Stunden aufgehalten.
Die Nacht des 1. März war bitterkalt, am nächsten Morgen erreichte die Vorhut Staunton und meldete Sheridan, dass Early in Waynesboro eine gute Stellung bezogen hatte. Dieser schickte sofort Custers Division ab, um diese Position mit den Brigaden von Wells, Pennington und Capehart überfallartig anzugreifen, dicht gefolgt von General Devin mit den Brigaden von Gibbs, Fitzhugh und Stagg.
Am Morgen des 2. März stand Sheridans Vorhut vier Meilen von Staunton entfernt. Nachdem man erfuhr, dass Early in Waynesboro gut verschanzt war, hielt man es für unklug, nach Süden in Richtung Lynchburg vorzurücken und eine so große Streitmacht an seiner Flanke und in seinem Rücken zurückzulassen, insbesondere da das Shenandoahtal zu diesem Zeitpunkt fast ungeschützt war und Early mit einem schnellen Vorstoß seine Männer nach Harpers Ferry oder noch weiter nördlich bringen konnte, zu einem Zeitpunkt, als alle verfügbaren Truppen für den letzten Kampf um Petersburg benötigt wurden. Daher wurde General Custer befohlen, mit seiner Division nach Waynesboro vorzustoßen, um die Stärke der feindlichen Truppen festzustellen.
Earlys konföderierte Armee war mit Whartons Infanteriedivision, Nelsons Artillerie und Rossers Kavallerie nach Osten abgezogen, zuerst nach Fisherville und schließlich nach Waynesboro, wo er sorgfältig eine Position auswählte, die sich hervorragend zur Verteidigung eignete. Nachdem er von Spähern von der Bewegung der Unionskavallerie das Tal hinauf erfahren hatte, hatte er per Telegramm alle seine Stabsoffiziere herbeigerufen und seine verfügbaren Truppen versammelt, um der Unionskavallerie den Durchzug zu verwehren. Whartons Division war zahlenmäßig reduziert, aber dieselbe bestand aus entschlossenen Männern, Rosser war in West Point sogar ein Klassenkamerad von Custer.
Custers im Kampf stehende 3. Kavallerie-Division war folgend gegliedert:
- 1. Brigade, Colonel Alexander C. Mc. Pennington: 1. Connecticut-, 3. New Jersey-, 2. New York- und 2. Ohio-Kavallerieregiment.
- 2. Brigade, Colonel William Wells: 8., 15. und 22. New Yorker Regiment, eine Schwadron des 3. Indiana-Regiments
- 3. Brigade, Oberst Henry Capehart: 1. New Yorker, 3. West Virginia-Regiment und Teile des 1. und 2. West Virginia-Regiments

## Das Gefecht
Die Stadt Waynesboro liegt auf der Südseite der Chesapeake und der Ohio Railroad, unmittelbar westlich des South River, einem Seitenarm des South Fork des Shenandoah, nahe dem Fuß der Blue Ridge Mountains. Early hatte die markanten Punkte der Anhöhe westlich von Waynesboro eingenommen, Erdwälle errichtet und seine Artillerie so aufgestellt, dass er mit konzentriertem Feuer die einzige Straße zu seiner Position räumen konnte. Die offenen Felder vor ihm waren durch die schweren Regenfälle und den heftigen Frost so aufgeweicht, dass er sie für die Kavallerie als völlig unpassierbar erachtete. Innerhalb der konföderierten Linien kommandierte General Long den rechten Flügel, General Wharton den linken, während Nelsons Artillerie in der Mitte hinter schnell errichteten Brustwehren stand und die Geschütze so platzierte, dass sie das Gelände beherrschten. Rossers Kavallerie stand ganz rechts auf der konföderierten Linie, um sie vor einer Flankenbewegung zu schützen.
Das 22. New Yorker Regiment kam zuerst mit der vorgeschobenen konföderierten Infanterie ins Gefecht und konnte diese auf ihre Erdwälle zurückdrängen. Die konföderierte Artillerie hielt die vordere Gefechtslinie der New Yorker fest, sodass weder ein Vorrücken noch ein Rückzug möglich war. Custer sandte ein weiteres Regiment von Wells zur Unterstützung des 22. New Yorker ab und ließ die 1. und 3. Brigade außerhalb der Reichweite der feindlichen Geschütze sammeln. Earlys hatte seine linke Flanke zu weit nach vorne gezogen, in der Hoffnung, mit dem Infanteriefeuer den gesamten offenen Raum zwischen seiner Stellung und den Wäldern im Westen zu beherrschen. General Custer erkannte die Schwachstelle in Earlys Position: die linke Flanke (General Wharton) reichte nicht bis zum South River, wie es taktisch nötig gewesen wäre. Er schickte Colonel Whittaker aus seinem persönlichen Stab mit drei Regimentern der 1. Brigade im Schutz der Wälder auf die rechte Flanke und verlängerte die Unionslinie bis an die Ufer des South River mit dem Befehl, bei Erreichen der Position ein Signal zu geben, damit ein gleichzeitiger Angriff beginnen konnte. In der Zwischenzeit rückte General Wells mit zwei Regimentern der 2. Brigade vor, während Woodruffs Batterie mit Schnellfeuer unterstützte. Inzwischen hatten die abgesessenen Männer die linke Flanke von Whartons Division erfolgreich umgangen und drängten dessen Männer zurück. Die Brigade von Colonel Capehart kam zudem als Verstärkung an und verhinderte die Flucht der feindlichen Infanterie über die rechte Flanke ihrer Linie.
Als man erfuhr, dass die Generale Early, General Long und General Wharton mit mehreren Stabsoffizieren bereits über den South River östlich von Waynesboro und entlang der Straße nach Rock Fish Gap geflohen waren, rückte das 8. New Yorker und dem 1. Connecticut-Regiment weiter vor, stürmten in den South River, überquerten ihn und bildeten am Ostufer eine neue Linie, die jedem Teil der konföderierten Truppen eine weitere Flucht in diese Richtung abschnitt. General Early konnte nicht gefangen werden, weil er rechtzeitig auf den noch offenen Weg über den Rock Fish Gap entkommen war. Doch die Straße war voll mit den Transportwagen von Earlys Kommando, da die Waffen, die Verpflegung und die medizinischen Vorräte hastig zur Greenwood Station abtransportiert worden waren. Der Teil von Custers Division, der in Waynesboro verblieben war, hatte die Gefangenen zusammengetrieben, die verwertbaren Vorräte gesichert und den Rest sowie einen Großteil der erbeuteten Waffen vernichtet. Die Unionssoldaten brachten 1800 Gefangene und 11 Geschütze ein, sie erbeuteten 17 Fahnen und mehr als 100 Wagen und Krankenwagen, darunter den Hauptquartierwagen von General Early mit all seinen Büchern, Papieren und Aufzeichnungen. General Sheridan erreichte Waynesboro am späten Abend nach der Schlacht und ordnete an, dass die Gefangenen unter starker Bewachung durch Colonel Thompson von der 1. New Hampshire-Kavallerie nach Winchester zurück eskortiert werden sollten.

## Weiterführende Bewegungen
Am frühen Morgen des 3. März befand sich Custers Kavallerie auf dem Marsch nach Charlottesville. Da die 3. Kavallerie-Division zwölf Meilen vor der 1. Division lag, hatte Custer immer noch die Führung, als man in die alte Universitätsstadt einritt. General Custer postierte sofort eine starke Wache um das gesamte Universitätsgelände und erteilte die strengste Anweisung, dass während des gesamten Aufenthalts der Truppen weder Offizieren noch Soldaten gestattet werden sollte, einen Fuß innerhalb derer Linien zu setzen.
Erst am Morgen des 7. März wurde Weisung für die weiteren Operationen erteilt: Die 3. Kavalleriedivision bewegte sich parallel zur Eisenbahnlinie in Richtung Lynchburg, während die 1. Division auf einer kürzeren Route in Richtung Columbia vorrückte. General Sheridan hatte einen Treffpunkt in Columbia angewiesen und man untersuchte den James River an vielen Stellen in der Hoffnung, eine mögliche Furt zu finden, doch der Fluss war ohne Pontons nicht zu überqueren. General Robert E. Lee erkannte die Gefahr und schickte Picketts Division aus General Longstreets Kommando, los, um die feindliche Kavallerie frühzeitig abzufangen. Sheridans Corps wandte sich nach Norden, überquerte den South Anna, Penningtons Brigade aus Custers Division wurde in Richtung Richmond vorgeschickt, um den Feind zu täuschen und in Schach zu halten, während die Hauptkolonne passierte. Pennington hielt mit seiner Brigade den Feind allein solange zurück, bis die Hauptstreitmacht den North Anna überquert hatte. Die 3. Division wandte sich nach Osten und wurde nach Goochland und dann nach Norden nach Frederick Hall an der Strecke der Virginia Central Railroad verlegt, wo man eine große Menge an Vorräten und einige Gefangene erbeuteten konnte. Custers Reiterei verfolgte eine kleine feindliche Streitmacht an der Richmond Road nach Ashland.
General Lee hatte eine weitere Kavallerieeinheit geschickt, die Custers Kavallerie in Hannover abfangen sollte, welche am Abend des 18. März das Nordufer des Pamunkey River bei White House Landing erreichte. General Fitzhugh Lee blieb den Unionsreitern dicht auf den Fersen, aber General Sheridan schaffte es, das gesamte Kommando auf einer Eisenbahnbrücke in Skelettbauweise zu überqueren. 